# Diplostichus
Diplostichus is een vliegengeslacht uit de familie van de sluipvliegen (Tachinidae).

## Soorten
- D. janitrix (Hartig, 1838)
- D. lophyri (Townsend, 1892)
- D. sellersi Hall, 1939